# Elena de Anjou
Elena de Anjou (în sârbă Jelena Anžujska/Јелена Анжујска, pronunțat [jɛ̌lɛna ǎnʒuːjskaː]; c. 1236 - 8 februarie 1314) a fost regina consoartă a Regatului medieval Sârb, ca soție a regelui Ștefan Uroș I al Serbiei. Copiii ei au fost mai târziu regii Ștefan Dragutin și Ștefan Uroș al II-lea Milutin. Ea este amintită pentru că a ctitorit multe lucrări religioase, între care Mănăstirea Shirgj.

## Viață

### Origine
Originea ei nu este cunoscută cu certitudine; ea s-a născut în cca 1236, iar biografia arhiepiscopului Danilo afirmă că „era dintr-o familie franceză de sânge regal sau imperial”. John Fine, Jr. afirmă că era „de origine catolică și franceză, probabil din Casa de Valois”. Potrivit genealogiei germane Europäische Stammtafeln, ea ar proveni dintr-o ramură laterală a familiei împăratului bizantin și a casei regale maghiare, caz în care ar fi fost fiica lui Ioan Angelos din Sirmia și sora Mariei Angelina, soția lui Anselm de Keu, căpitan general al Albaniei al lui Carol I al Neapolelui (Carol I de Anjou). Acest rege a menționat-o ca rudă într-o scrisoare din 1273. Este posibil să fi fost nepoata surorii lui Balduin al II-lea de Constantinopol. 
În 1280 regele Carol I al Neapolelui a emis documente Mariei Angelina, permițându-i să călătorească din Apulia în Serbia pentru a o vizita pe „sora ei regina Serbiei”. Părinții Mariei Angelina sunt cunoscuți din licența de căsătorie, emisă în 1253 de papă: Calojohanni și imperatore Constantinopolitano, eiusdem Matildis avunculo...Matildis dominæ de Posaga, natæ comitissæ Viennensis, adică Kaloioannes Angelos, domn al Srem, și Mathilde, fiica Margaretei de Courtenay (sora împăraților latini Robert și Baldwin II) și a lui Henry I, contele de Vianden . 

### Regină consoartă

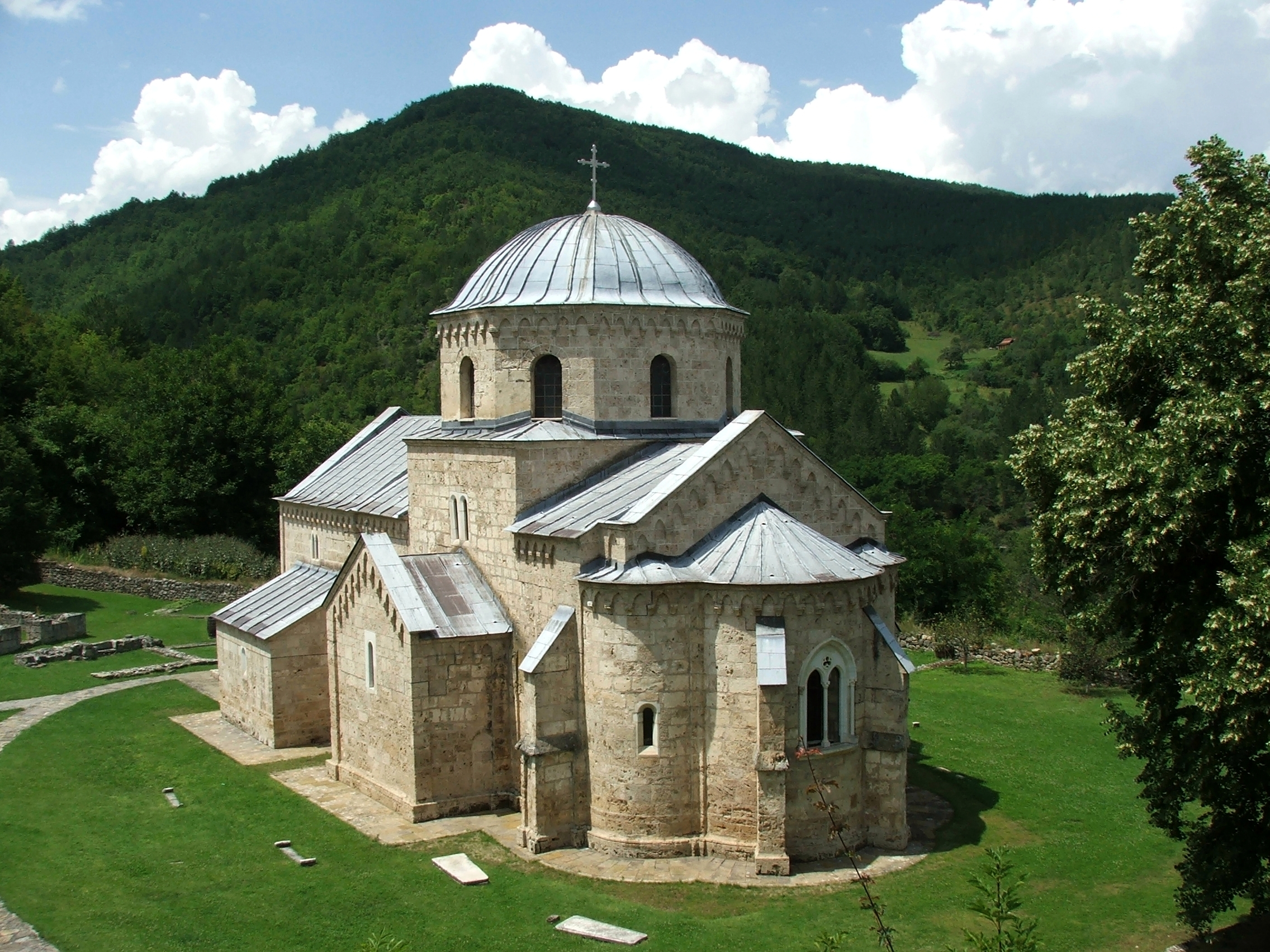
Mănăstirea Gradac a fost fondată de Elena de Anjou

Elena s-a căsătorit cu Uroš I în jurul anului 1245.  Cu Uroš I a avut cel puțin patru copii: 
- Dragutin, rege sârb 1276–1282 [8]
- Milutin, rege sârb 1282–1321
- Stefan, a murit tânăr
- Brnjača, fiică

O perioadă, ea a fost o conducătoare a Principatului Zeta, Travunia, Plav și Poibarje. În acea perioadă, Serbia a fost împărțită în trei părți, iar conducătorii celorlalte două părți erau Dragutin și Milutin. Elena a devenit călugăriță la Biserica Sf. Nicolae din Shkodër, unde a murit la 8 februarie 1314. 
Elena de Anjou a contribuit semnificativ la ascensiunea culturală a statului sârb medieval. A avut prima bibliotecă la curte și a încurajat transcrierea cărților din mănăstiri. A fondat prima școală de fete din Serbia medievală. Palatul Elenei se afla în Kosovoul modern, în orașul Brnjak (uneori numit „Brnjaci”, dar nu cel omonim din Bosnia și Herțegovina), pe muntele Mokra Gora (nu trebuie confundat cu satul Mokra Gora), unde școala a fost localizată. În afară de acest palat, ea a deținut orașul Jelač lângă muntele Rogozna. La fel ca și alți membri ai dinastiei Nemanjić, ea a construit mănăstiri. Ea a construit Mănăstirea Gradac, unde a fost înmormântată, Biserica Sf. Nicolae din Shkodër, unde a murit, și Mănăstirea Shirgj. Ea a reparat și a reconstruit numeroase biserici și mănăstiri din jurul Lacului Scutari care fuseseră devastate de invazia mongolă din 1242.

## Moștenire
Elena de Anjou a fost canonizată de Biserica Ortodoxă Sârbă. Ziua ei de sărbătoare este 12 noiembrie [S.V. 30 octombrie].
Arbuști de liliac au fost plantați de-a lungul râului Ibar pentru a o întâmpina pe Elena de Anjou în noua ei casă din Serbia. Soțul ei i-a plantat pentru a-i aminti de casa sa din Provence. Această zonă este acum cunoscută sub numele de Valea Liliecilor.